# Valløby
Valløby es un área urbana (en danés, byområder) situada en el municipio de Stevns, en la región de Selandia (Dinamarca). Tiene una población estimada, a inicios de 2022, de 758 habitantes.
Está ubicada en la península de Stevns, al este de la isla de Selandia, junto a la costa del mar Báltico.